# Nyeste-Nyárs-patak
Nyeste-Nyárs-patak är ett vattendrag i Ungern.   Det ligger i provinsen Vas, i den västra delen av landet, 190 km väster om huvudstaden Budapest.